# Kenneth Wannberg
Kenneth Wannberg (Los Angeles, 28 giugno 1930 – Florence, 27 gennaio 2022) è stato un compositore e arrangiatore statunitense.
Ha composto musiche per film e serie televisive, tra cui: Un week end da leone, Philadelphia Experiment e Alfred Hitchcock presenta.

## Filmografia parziale

### Cinema
- Amore dolce amore (Bittersweet Love), regia di David Miller (1976)
- L'occhio privato (The Late Show), regia di Robert Benton (1977)
- Tribute - Serata d'onore (Tribute), regia di Bob Clark (1980)
- I predatori della vena d'oro (Mother Lode), regia di Charlton Heston (1982)
- Un week end da leone (Losin' It), regia di Curtis Hanson (1983)
- Di origine sconosciuta (Of Unknown Origin), regia di George P. Cosmatos (1983)
- Philadelphia Experiment (The Philadelphia Experiment), regia di Stewart Raffill (1984)

### Televisione
- Room 222 - serie TV, 1 episodio (1970)
- Storie incredibili (Amazing Stories) - serie TV, 1 episodio (1986)
- Alfred Hitchcock presenta (Alfred Hitchcock Presents) - serie TV, 13 episodi (1987-1989)

## Premi
- Primetime Emmy Awards - vinto nel 1986 per Storie incredibili.[3]